# Skomysteriet
Skomysteriet (originaltitel: The Dutch Shoe Mystery) är deckarförfattaren Ellery Queens tredje roman, utgiven 1931. På svenska kom den ut först 1971. Den återutgavs i en häftad utgåva på Delta förlag 1975

## Handlingen
När den excentriska miljonärskan Abigail Doorn ligger i diabetisk koma i ett förrum till en operationssal på sjukhuset Dutch Memorial, hittas hon strypt precis innan hon ska opereras för brusten gallblåsa efter ett fall i en trappa.
Fallet utreds av kommissarie Richard Queen vid mordkommissionen, som får hjälp av sin son, författaren och detektiven Ellery Queen. 
Bokens förord är skrivet av pseudonymen J.J. McC (saknas i de svenska utgåvorna).